# 圖書館學與資訊科學大辭典
「圖書館學與資訊科學大辭典」由胡述兆主編，原全書三冊，於民國八十四年（1995年）由漢美公司出版。內容包含圖書館學、資訊科學、目錄學及檔案學。凡與這些學門有關的理論、實務、歷史、人物、組織、機構、名著、刊物、出版社、資訊公司、資訊網路等均擇要立目敘述。全書共收錄詞目4482條，每詞目以不少於200字，不超過1000字為原則，全書約400萬字。國立編譯館於民國九十五年建置本辭書之數位化作業，提供更多面向的中英文詞目與解釋內容的檢索功能。